# Duwayne Kerr
Duwayne Oriel Kerr (Westmoreland, 1987. január 16. –) jamaicai labdarúgó, a Sarpsborg 08 kapusa.